# Praia de Coqueirinho (Paraíba)
Vista da praia de Coqueirinho

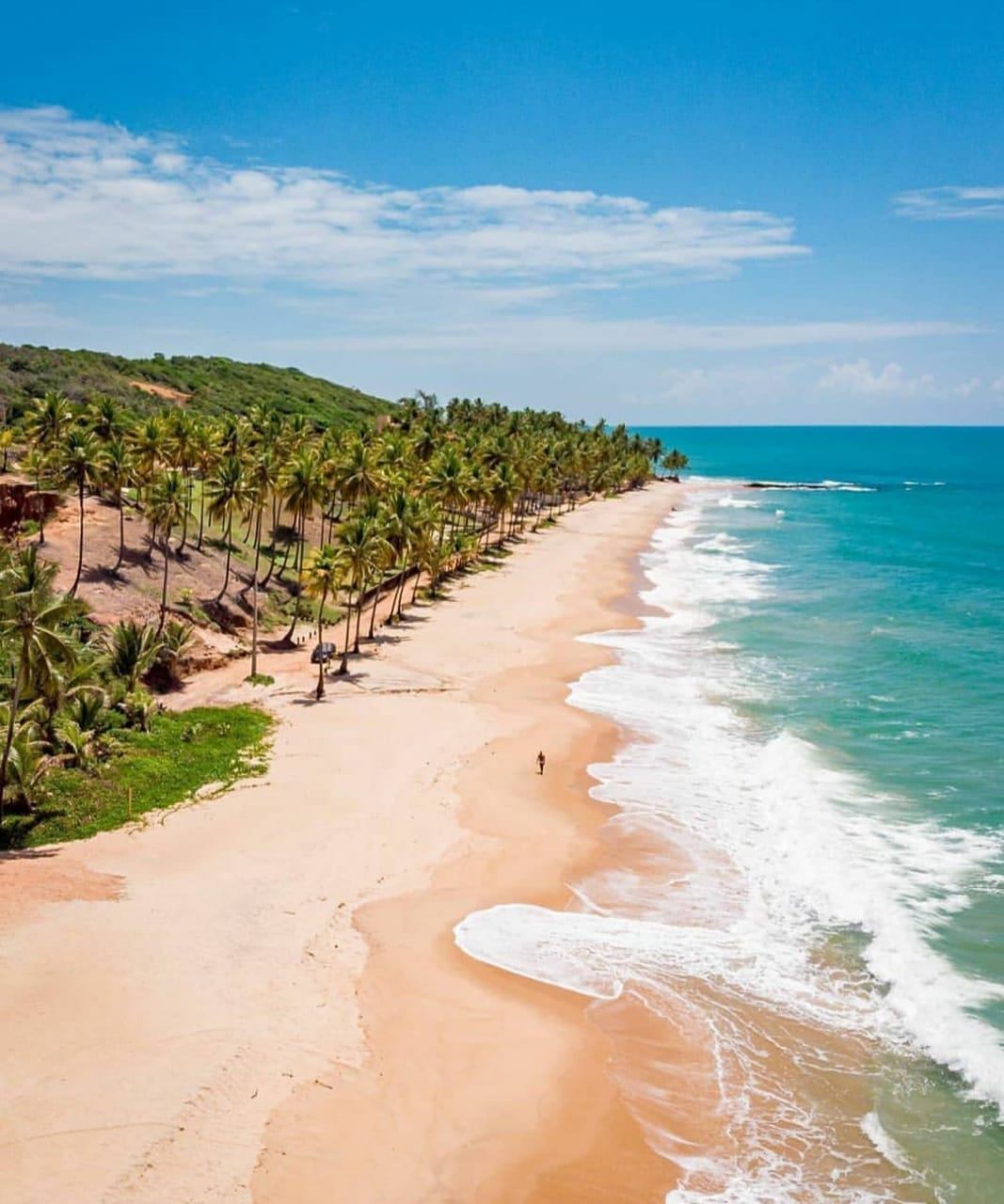
Vista dos coqueiros e da praia em Coqueirinho

Praia de Coqueirinho é um dos destinos mais paradisíacos do mundo e considerado uma das dez praias mais lindas do Brasil. É localizada no litoral do município do Conde, 35 km da capital João Pessoa, no estado da Paraíba.
Seu mar é calmo e de águas mornas, possui belas piscinas naturais e uma extensa faixa de areia rodeada de coqueiros, encontra-se também formações rochosas de origem vulcânica, avistado num mar que canta pelo som de suas ondas, batendo nas pedras e encantando a todos que a conhecem. São características que se torna quase impossível de descrever as belezas naturais e intactas da praia de Coqueirinho, no litoral sul da Paraíba.
Essa praia é visitada por pessoas de todas as idades - do lado esquerdo, ficam aquelas que gostam de poucas ondas; do lado direito, quem prefere ondas mais fortes, que são atrativas para os surfistas e praticantes de kite e windsurf. É um local para descansar, que fica mais vazio durante os dias úteis e movimentado nos finais de semana.

## Estrutura
Coqueirinho é considerada umas das 10 praias mais belas do Brasil e assume a posição de uma das mais paradisíacas do mundo. A praia dispõe de lojinhas à beira-mar, quiosques, restaurantes, e bares. Proporciona também, ao visitante, chuveiro, banheiros, aluguel de cadeira e guarda-sol para o turista.
Proporciona também a possibilidade de passeios de buggy ou quadriciclo; e Ecotrilhas que são realizadas caminhando ou de bike. Além de realizar um roteiro pelas trilhas ecológicas e rurais que existem por coqueirinho, conhecendo as diversas belezas naturais como o Mirante das Tartarugas, Canyon do Coqueirinho – e suas areias coloridas – Castelo da Princesinha - com a vista para o canyon que marca a divisa de coqueirinho para Tambaba - , dedo de Deus, mirante de coqueirinho
Já as águas são atrativas para os surfistas e praticantes de kite e windsurf, mas são ondas mais fracas que as das praias vizinhas. Assim, Coqueirinho é lugar mesmo de banho, mergulho e muita tranquilidade. O local também abriga uma formação rochosa diferente, chamada de Canyon do Coqueirinho, um caminho por entre as falésias aberto pela ação das águas do rios locais, um passeio diferente para quem visitar a região.

## Falésias
As falésias coloridas, da praia de coqueirinho, proporciona aos visitantes conhecerem e tomarem banhos de argila medicinal existente no local. conta também, com algumas formações rochosas, águas cristalinas e fontes de águas, além de rios de água doce. A faixa de areia é extensa e possui vários coqueiros. O local também abriga uma formação rochosa diferente, chamada de Canyon do Coqueirinho, que é um caminho entre as falésias com abertura através da ação das águas do rios locais que desaguam na praia de coqueirinho, encontra-se também cavernas que se formam nas pedras com diversos formatos pelas quais passa a água do mar.
O local não se restringe a um simples destino litorâneo, já que com tantas belezas naturais, guarda um verdadeiro paraíso a ser explorado, sendo uma ótima escolha para quem deseja fugir um pouco do agito das grandes cidades, curtir uma praia, praticar esportes como: mergulho, surfe e pesca, ou somente para apreciar uma das regiões mais bonitas do Estado.

## Mirantes
A praia de Coqueirinho é dotada dos mais belos mirantes da costa marítima, os principais são dedo de Deus, castelo das princesas, e os canyos.

## Mirante dedo de Deus
A Praia de Coqueirinho tem 1,8 quilômetros de extensão 
O mais famoso dos mirantes que é o Mirante dedo de Deus, possui uma vista incrível sobre a praia de tabatinga, e outra vista impecável sobre a prainha de coqueirinho, com uma vista inigualável, de toda extensão marítima.

## Mirante Castelo das Princesas
Neste Mirante, encontra-se formações nas falésias coloridas (em tons de roxo, amarelo e verde), entre eles, os chamados "castelos das princesas" que são pequenas torres encimadas por pedrinhas, surgidas da ação da chuva e dos ventos.

## Os Canyons
A praia é bem servida de vários canyos, que são formações de ravinas, nas diversas falésias coloridas; esculpidas naturalmente com formas espetaculares. Causadas pela erosão da chuva e pelo aquecimento global; por onde as raízes das plantas enfraquecidas não conseguem mais reter o solo, que desaba com as chuva.

## Reconhecimento
A Praia de Coqueirinho, foi eleita como uma das praias mais belas do Brasil e um dos destinos mais paradisíaco do mundo. Foi incluída na lista, pelo portal UOL, como uma das 10 viagens para fazer no Brasil “antes de morrer” publicado no ano de 2017. E inserida novamente entre as eleitas do ano de 2018 como um dos dez melhores destinos para viagem. No ano 2019, foi incluída na lista como um dos famosos balneários nordestinos, que oferece lindas praias para o turista. A praia é forrada por coqueirais densos, cercada por imponentes falésias e de contornos que lembram uma ferradura. O lugar oferece águas calmas ideais para famílias, além de ter um dos mais belos mirantes da costa brasileira.